# El asesinato de la hermana George
El asesinato de la hermana George es una película estadounidense, aunque rodada en el Reino Unido, dirigida por Robert Aldrich y basada en la obra de teatro del mismo nombre escrita por Frank Marcus.

## Argumento
June Buckridge es una actriz madura que lleva cuatro años interpretando a la dulce hermana George en una serie de televisión. A diferencia de su personaje June es una mujer ruda, iracunda y aficionada al alcohol. Mantiene una relación de pareja con una mujer más joven, Alice, con la que tiene una difícil convivencia debido a su mal carácter y sus celos.
June provoca frecuentemente discusiones con el resto del reparto y los guionistas y sospecha que su puesto en la serie está en peligro. Y no mejora la situación al protagonizar un escándalo cuando estando borracha se propasa con un par de monjas en un taxi. Esto ocasiona que Mercy Croft, una ejecutiva de la cadena, le dé un ultimátum, le exija que se disculpe y corrija su actitud. Pero el personaje de la monja deja de ser el preferido del público en las encuestas de audiencia, lo que es aprovechado por los responsables del programa para prescindir de la problemática actriz y suprimir su personaje.
Mercy Croft se encarga personalmente de comunicarle a June que se ha decidido que la hermana George va a morir próximamente. Cuando June se va disgustada tras la noticia Croft aprovecha para ofrecerle a Alice una audición con el objetivo de seducirla. Alice le oculta la cita a su pareja, pero June descubre que le ha mentido al no encontrarla a la salida del trabajo, lo que ocasiona una gran discusión entre ambas en la que finalmente Alice le revela la verdad y June se marcha para pasar la noche fuera con su amiga Betty.
Al día siguiente June aprovecha la fiesta de despedida de la serie para desquitarse con los jefes y compañeros de reparto y termina montando en cólera cuando Mercy Croft le ofrece interpretar a una vaca en un programa infantil. También allí discute agriamente con Alice y ésta decide abandonarla definitivamente. Acompañada de Mrs. Croft va a recoger sus pertenencias a su casa y allí terminan acostándose juntas. June las sorprende y se origina una agria discusión entre las tres donde se sacan todos los trapos sucios. Finalmente Alice se va y June se queda sola.

## Reparto
- Beryl Reid - June Buckridge
- Susannah York - Alice
- Coral Browne - Mercy Croft
- Ronald Fraser - Leo Lockhart, actor rival de June
- Patricia Medina - Betty, amiga prostituta de June

## Calificación
La película recibió la calificación de X en los Estados Unidos por plasmar una escena sexual lésbica y aunque Robert Aldrich puso una demanda judicial en contra de esta medida, fue desestimada por los tribunales, lo que hizo mucho daño a la recaudación de la película.